# Armeense Staatsuniversiteit voor Pedagogie
De Armeense Staatsuniversiteit voor Pedagogie (Armeens: Հայկական պետական մանկավարժական համալսարան, Engels: Armenian State Pedagogical University, ASPU) is een pedagogische universiteit in Jerevan (Armenië).
De universiteit is vernoemd naar Khachatur Abovyan.